# Cochliomyia
Cochliomyia is een geslacht van insecten uit de familie van de Bromvliegen (Calliphoridae), die tot de orde tweevleugeligen (Diptera) behoort.

## Soorten
- C. aldrichi Del Ponte, 1938
- C. hominivorax

Schroefwormvlieg (Coquerel, 1858)
- C. macellaria (Fabricius, 1775)
- C. minima Shannon, 1926